# Casa del mirto
Casa del mirto è il progetto musicale, fondato nel 2005, di Marco Ricci, produttore di musica elettronica originario del Trentino-Alto Adige.

## Storia
Marco Ricci, musicista nato a Jyväskylä (Finlandia) e cresciuto in Trentino-Alto Adige, fonda il progetto Casa del mirto nel 2005. I primi due album, ossia Supertrendycoolfashion (2009, Mashhh!) e Numero Uno (2009, Mashhh!) sono caratterizzati da uno stile musicale che può essere associato alla musica house, tipica degli anni '90.
Nel 2010 viene pubblicato un minialbum costituito da 6 tracce scaricabile gratuitamente dal sito della band e intitolato The Eternal. Già a partire da questo lavoro, lo stile musicale svolta verso un suono più introspettivo e accogliente, riconducibile al genere chillout. Sempre nel 2010 vengono pubblicati il singolo The Haste e l'EP Acafulcro.
Nella primavera del 2011 viene pubblicato l'album 1979 (Mashhh!).
Nel settembre dello stesso anno è la volta dell'album The Nature. In questo album compaiono numerose collaborazioni, tra cui quella con il gruppo inglese dei Cornershop e quella con Freddy Ruppert, aka Former Ghosts.
Nell'anno 2011 vengono apprezzati anche all'estero: il sito/blog australiano Indie30 li colloca tra i 30 migliori artisti dell'anno, mentre il sito del giornale britannico The Guardian li propone come una delle migliori band nel mese di marzo.
Nel marzo 2012 viene pubblicato l'EP Taxus Baccata.
Ad inizio 2013 viene annunciata la nascita del nuovo progetto Pølaris, frutto della collaborazione con il cantante statunitense Kevin Grivols, alias Ké. In maggio viene pubblicato il singolo Bombino.
I demo dei primi album che furono scartati vengono raccolti in un progetto chiamato Hello Again.
Nel 2014 esce per Ghost Records l'album 'Still' preceduto dal singolo 'Invisible' con in copertina un'opera di Michael Stipe (R.E.M.). La copertina di 'Still' è invece firmata dall'artista di New York Alyssa Monks.
'Still' è stato prodotto ben quattro volte. La prima versione andò perduta a causa di un hard disk danneggiato. La seconda e la terza versione non hanno mai pienamente soddisfatto la band.

## Discografia

### Album
- 2008 - Supertrendycoolfashion (Mashhh! Records)
- 2010 - The Eternal (Mashhh! Records)
- 2011 - 1979 (Mashhh! Records)
- 2011 - 1979 Remixed (Mashhh! Records)
- 2011 - The Nature (Mashhh! Records)
- 2012 - Love Inc. (Mashhh! Records)
- 2014 - Still (Ghost Records)
- 2016 - Recover (Marco Ricci)
- 2017 - Monochrome (Marco Ricci)
- 2025 - 1980 (Marco Ricci)

### EP
- 2009 - Numero Uno (Mashhh! Records)
- 2010 - The Eternal (Mashhh! Records)
- 2010 - Acafulcro (Mashhh! Records)
- 2010 - Trust EP (Mashhh! Records)
- 2011 - Poison (Mashhh! Records)
- 2011 - Before The Nature (Mashhh! Records)
- 2012 - A Part Of You (Mashhh! Records)
- 2012 -Taxus Baccata (Mashhh! Records)

### Singoli
- 2009 - The Sun
- 2010 - The Haste
- 2011 - The Right Way
- 2011 - Just Promise (feat. Freddy Ruppert of Former Ghosts)
- 2011 - Snap Yr Cookies (feat. Cornershop)
- 2013 - Bombino
- 2013 - Go Away
- 2014 - Invisible (feat. Avalon Omega)
- 2014 - Is The Sea Everything?

### Remixes
- 2011 - 1979 Remixed (Mashhh!)
- 2011 - Phoenix - Fences (dall'album Wolfgang Amadeus Phoenix del 2009)
- 2011 - The Rapture - How Deep Is Your Love (dall'album In The Grace Of Your Love del 2011)
- 2012 - Drink to Me - Picture of the Sun (dall'album S del 2012) inserita nell'album rmxS (Unhip Records)
- 2014 - Fujiya & Miyagi - Flaws

### Raccolte
- 2014 - The Best Of (Mashhh! Records)

### Compilation
- 2012 - Una canzone d'amore (cover 883) in Con due deca - La prima compilation di cover degli 883 (free download per Rockit.it)
- 2013 - Trax 7 - The Slow Wave

## Formazioni precedenti
2005 - 2009
- Marco Ricci (laptop, campionatore)

2009 - 2011
- Marco Ricci (voce, campionatore, sintetizzatore)
- Luigi Segnana (basso elettrico)
- Mirko Marconi (chitarra)

2011 - 2012
- Marco Ricci (voce, campionatore, sintetizzatore)
- Luigi Segnana (basso elettrico)
- Max Santoni (chitarra, drum machine)

2013 - 2013
- Marco Ricci (drum Machine)
- Luigi Segnana (controller, Effetti)
- Max Santoni (campionatore, Sintetizzatore)
- Iacopo Bigagli (voce)

2013 - 2015
- Marco Ricci (voce, campionatore, sintetizzatore)
- Luigi Segnana (basso elettrico)
- Raffaele Ricci (sintetizzatore)

2015
- Marco Ricci